# Сент-Луїс (Мічиган)
Сент-Луїс (англ. St. Louis) — місто (англ. city) в США, в окрузі Грешіт штату Мічиган. Населення — 7010 осіб (2020).

## Географія
Сент-Луїс розташований за координатами 43°24′31″ пн. ш. 84°36′40″ зх. д. / 43.40861° пн. ш. 84.61111° зх. д. (43.408528, -84.611230).  За даними Бюро перепису населення США в 2010 році місто мало площу 9,15 км², з яких 8,66 км² — суходіл та 0,49 км² — водойми.

## Демографія
Згідно з переписом 2010 року, у місті мешкали 7482 особи в 1491 домогосподарстві у складі 937 родин. Густота населення становила 818 осіб/км².  Було 1638 помешкань (179/км²).
Расовий склад населення:
| - 67,7 % — білих - 29,1 % — чорних або афроамериканців - 0,6 % — корінних американців - 0,2 % — азіатів - 1,3 % — осіб інших рас |

До двох чи більше рас належало 1,0 %. Частка іспаномовних становила 5,7 % від усіх жителів.
За віковим діапазоном населення розподілялося таким чином: 13,5 % — особи молодші 18 років, 77,6 % — особи у віці 18—64 років, 8,9 % — особи у віці 65 років та старші. Медіана віку мешканця становила 36,1 року. На 100 осіб жіночої статі у місті припадало 265,7 чоловіків;  на 100 жінок у віці від 18 років та старших — 326,2 чоловіків також старших 18 років.
Середній дохід на одне домашнє господарство  становив 45 846 доларів США (медіана — 34 524), а середній дохід на одну сім'ю — 55 313 долари (медіана — 50 114). Медіана доходів становила 35 637 доларів для чоловіків та 27 313 долари для жінок. За межею бідності перебувало 19,6 % осіб, у тому числі 24,4 % дітей у віці до 18 років та 17,6 % осіб у віці 65 років та старших.
Цивільне працевлаштоване населення становило 1407 осіб. Основні галузі зайнятості: виробництво — 26,2 %, освіта, охорона здоров'я та соціальна допомога — 22,4 %, мистецтво, розваги та відпочинок — 13,1 %, роздрібна торгівля — 8,5 %.